# Курково (Костромская область)
Курково — упразднённая деревня в Антроповском районе Костромской области России.

## География
Урочище находится в центральной части Костромской области, в подзоне южной тайги, на правом берегу реки Печелды, к востоку от автодороги 34Н-30, на расстоянии приблизительно 17 километров (по прямой) к югу от посёлка Антропово, административного центра района.

### Климат
Климат характеризуется как умеренно континентальный, с продолжительной холодной многоснежной зимой и коротким сравнительно тёплым летом. Среднегодовая температура воздуха — 2,5 °C. Средняя температура воздуха самого холодного месяца (января) — −12,6 °C (абсолютный минимум — −38 °C); самого тёплого месяца (июля) — 18,2 °C (абсолютный максимум — 36 °С). Годовое количество атмосферных осадков — 500—550 мм, из которых большая часть выпадает в тёплый период.

## История
В «Списке населенных мест Костромской губернии по сведениям 1870-72 годов» населённый пункт упомянут как деревня Галичского уезда, расположенная при речке Печехте, в 50 верстах от уездного города. В Куркове числилось 10 дворов и проживало 74 человека (35 мужчин и 39 женщин).
В 1907 году в деревне, относящейся к Ватамановской волости, имелось 18 дворов и проживало 83 человека.
В 1926 году входила в состав Палкинского сельсовета. Упразднена не позднее 1981 года.